# Lijst van burgemeesters van Oosterhout
Dit is een lijst van burgemeesters van de Nederlandse gemeente Oosterhout in de provincie Noord-Brabant.
| Ambtsperiode | Naam burgemeester                                           | Partij of stroming | Bijzonderheden |
| ------------ | ----------------------------------------------------------- | ------------------ | -------------- |
| 1824 - 1832  | Jan Simon Hallungius                                        |                    |                |
| 1832 - 1837  | Adriaan Brouwers                                            |                    |                |
| 1837 - 1851  | F.L. de Cottignies                                          |                    |                |
| 1852 - 1877  | P.J. van Beugen                                             |                    |                |
| 1878 - 1897  | F.M. (Franciscus Martinus) Gescher (1841-1919)              |                    |                |
| 1897 - 1917  | jhr. Titus Rudolf Johann Baptist van Grotenhuis van Onstein |                    |                |
| 1918 - 1943  | F.M.A.J. ridder de van der Schueren                         |                    |                |
| 1943 - 1944  | J.A.J.M. Mertens                                            | NSB                |                |
| 1944 - 1945  | F.M.A.J. ridder de van der Schueren                         |                    |                |
| 1945 - 1961  | Frans (F.A.J.) van Oers                                     |                    |                |
| 1962 - 1976  | Ton (A.J.M.) Elkhuizen                                      | KVP                |                |
| 1976 - 1991  | Bob (A.) Mater                                              | PvdA               |                |
| 1992 - 1993  | Bernard (B.G.) Holtrop                                      | PvdA               |                |
| 1994 - 2000  | Wim (W.R.) Ligtvoet                                         | PvdA               |                |
| 2000 - 2001  | Kees (C.J.J.A.) Leijten                                     | PvdA               | waarnemend     |
| 2001 - 2009  | Helmi (W.H.) Huijbregts-Schiedon                            | VVD                |                |
| 2009 - 2018  | Stefan (S.W.Th.) Huisman                                    | VVD                |                |
| 2018         | Marcel (M.A.) Fränzel                                       | D66                | waarnemend     |
| 2018 - 2024  | Mark (M.) Buijs                                             | VVD                |                |
| 2024 - 2025  | Frans (F.Th.J.M.) Backhuijs                                 | VVD                | waarnemend     |
| 2025 - heden | Gerdo (G.J.) van Grootheest                                 | GroenLinks         |                |